# 宮崎県道43号北川北浦線
宮崎県道43号北川北浦線（みやざきけんどう43ごう きたがわきたうらせん）は、宮崎県延岡市を通る県道（主要地方道）である。

## 概要
延岡市北川町川内名から延岡市北浦町三川内に至る。旧北川町川内名と旧北浦町三川内を直接結ぶ唯一の路線である。

### 路線データ
- 起点：延岡市北川町川内名（国道10号交点）
- 終点：延岡市北浦町三川内（国道388号交点）

## 歴史
- 1959年（昭和34年）6月1日 - 県道路線第1次認定により、宮崎県道・大分県道葛葉蒲江線（一般県道）として路線認定がなされる。当時の整理番号は16だった[注釈 1]。[要出典]
- 1965年（昭和40年）7月16日 - 宮崎県告示第610号により、宮崎県道仏越・北川線（一般県道）として路線認定がなされる。当時の整理番号は146だった[1]。
- 1993年（平成5年）5月11日 - 建設省から、県道北川北浦線が北川北浦線として主要地方道に指定される[2]。

## 地理

### 通過する自治体
- 延岡市

### 交差する道路
| 交差する道路 | 交差する場所 | 交差する場所 |
| ------------ | ------------ | ------------ |
| 国道10号     | 北川町川内名 | 起点         |
| 国道388号    | 北浦町三川内 | 終点         |

### 沿線
- 延岡市立三川内小中学校（終点付近）